# Acanthodelta alkilimba
Acanthodelta alkilimba är en fjärilsart som beskrevs av Emilio Berio 1954. Acanthodelta alkilimba ingår i släktet Acanthodelta och familjen nattflyn. Inga underarter finns listade i Catalogue of Life.